# Mehmet 3.
Mehmet 3. (født 26. maj 1566, død 1603) var Det Osmanniske Riges hersker og sultan fra 1595 til sin død.
Han var søn af sultan Murad 3. og Safiye Sultan og efterfulgte faderen ved dennes død.
Moderen kom til at udøve en stærk indflydelse over den svage Mehmet, der stort set blev styret af moderen og hendes foretrukne. I 1596 ledte han dog en krig mod Ungarn. Under Mehmets regering forekom 1603 et oprør blandt soldaterne, sipahi, der blev slået ned af janitsjarerne, hvilket medførte fremtidige stridigheder mellem disse to grupper.
For at sikre sin magtposition lod han sine 19 brødre dræbe og syv af faderens koner, der var gravide.
Den af Murad 3. påbegyndte krig mod Østrig blev hårdnakket fortsat, men endte ulykkeligt for osmannerne. I Asien måtte Mehmets vesirer kæmpe mod flere farlige oprør, af blandt andre kurderne og turkmenerne. Endog i Konstantinopel forekom flere oprør. Midt under disse uroligheder døde Mehmet og efterlod et rige i indbyrdes strid til sin fjortenårige søn, Ahmed 1.

## Eksterne links
- Wikimedia Commons har flere filer relateret til Mehmet 3.

| Biografi | Spire Denne biografi er en spire som bør udbygges. Du er velkommen til at hjælpe Wikipedia ved at udvide den. |